# RCTV
Radio Caracas Televisión (RCTV) je venezuelská bezplatná televizní stanice vlastněná společností Empresas 1BC. Stanice byla slavnostně otevřena 15. listopadu 1953 Williamem H. Phelpsem, Jr .. Jeho rádiovým protějškem byl Radio Caracas Radio.
Byl uzavřen 27. května 2007 z důvodu odstavení stanice a nahrazen stanicí TVes. 16. července 2007 byla stanice spuštěna jako stanice kabelové televize a 24. ledna 2010 byla znovu uzavřena. V roce 2010 Rada pro zahraniční vztahy označila RCTV za „nejdůležitější nezávislou televizní stanici ve Venezuele“.